# Chiesa di San Bartolomeo (Albisola Superiore)
La chiesa di San Bartolomeo è un luogo di culto cattolico situato nella frazione di Ellera, in via Natale Rosselli, nel comune di Albisola Superiore in provincia di Savona. La chiesa è sede della parrocchia omonima del vicariato di Albisola-Varazze della diocesi di Savona-Noli. L'edificio si trova sulla riva sinistra del torrente Sansobbia, di fronte all'abitato storico frazionario.
Situato a lato della parrocchiale è l'oratorio, oggi adibito ad usi ricreativi.

## Storia e descrizione

Il campanile

La costruzione risale alla fine del Seicento, è divisa in tre navate, affrescate e decorate con stucchi settecenteschi.
All'interno sono conservati quadri del Del Vivo e al centro della volta fa bella mostra l'affresco di Eso Peluzzi: il Martirio di san Bartolomeo. Un antico crocifisso è posizionato nella cappella del battistero.